# Hermann Klaatsch
Hermann Klaatsch (Berlijn, 10 maart 1863 - Eisenach, 5 januari 1916) was een Duitse antropoloog en paleoantropoloog.
Van 1895 tot 1907 was Hermann Klaatsch tevens hoogleraar in Heidelberg, daarna in Breslau. Tussen 1904 en 1907 maakte hij onderzoeksreizen door Australië. Hij is bekend geworden door zijn vergelijkende anatomische studies van de primaten en zijn bestudering van de rassen en hun vermoedelijke ontwikkeling. Hij beschreef als eerste de Heidelbergmens.
Van 1904 tot 1907 ondernam Klaatsch op voorstel van zijn vriend en vakgenoot, de Heidelbergse antropoloog en prehistorische historicus Otto Schoetensack, een driejarige reis naar Australië, die vooral in het teken stond van de antropogenese op Australische bodem. Na de belangrijke paleoantropologische vondsten in Europa (Neanderthalers), maar ook in Azië (de vomdst van de Java-mens door Dubois), had Schoetensack meer nagedacht over welk continent als het land van oorsprong van de mensheid als geheel kon worden beschouwd. Hij begon te geloven dat het Australische continent het oorspronkelijke thuis van de mensheid was. Klaatsch was het nooit helemaal eens met Schoetensacks eindoordeel over de oorsprong van de mensheid in Australië, maar greep de gelegenheid aan het voorbeeld van de Australische Aboriginals te gebruiken om vragen over het proces van menselijke incarnatie te onderzoeken en mogelijk te verhelderen. Omdat Schoetensack om gezondheidsredenen de lange reis niet zelf kon maken, kwamen de twee wetenschappers overeen dat Klaatsch naar het vijfde continent zou reizen en daar bewijsmateriaal zou verzamelen over de oorsprong van de mensheid. Financieel ondersteund door de Frankfurter mijnpartner en hoofdeigenaar van de Lancelot-tinmijn in Noord-Queensland, Franz Egon Clotten, vertrok Klaatsch in februari 1904.
In het eerste jaar toerde Klaatsch door Queensland (Brisbane, Cairns, Cooktown en het schiereiland Cape York) en raakte bevriend met de belangrijke arts, etnoloog en protection officer van de Aboriginals, Walter Edmund Roth. Daarna bleef Klaatsch vijf maanden in Sydney. Daarna toerde hij Melbourne, Warrnambool, Adelaide en reisde naar West-Australië. Langs de westkust kwam hij in Broome, vanwaar hij een reis maakte naar Bali en Java. Verzwakt door malaria keerde hij in mei 1906 terug naar Broome. Van daaruit reisde hij naar Darwin in de Northern Territory en verbleef ook twee weken op Melville Island. Vanuit Darwin reisde hij via Sydney naar Tasmanië. Hij onderbrak zijn verblijf op het eiland voor een conferentie van wetenschappers in Adelaide in januari 1907. Hij verliet Australië in februari 1907 en keerde op 3 april 1907 terug naar Duitsland.
Omdat het zo moeilijk was om bewijs te vinden van de oorsprong van de mensheid in Australië en Klaatsch vragen kreeg van Duitse etnografische musea om etnografische voorwerpen en menselijke resten voor hun collecties te verzamelen, schakelde Klaatsch tijdens zijn reis steeds meer over op het verzamelen hiervan. Hierdoor kwam hij in contact met Aboriginals in meer afgelegen gebieden van Australië. 
Veel voorwerpen en menselijke resten in de Europese etnologische musea zijn niet op rechtmatige wijze verkregen. Ook Klaatsch heeft zich schuldig gemaakt aan diefstal van voorwerpen en menselijke resten. Tijdens zijn verblijf in Queensland stal hij het gemummificeerde lichaam van Narcha, een Ngadjon oudste uit de Atherton Tablelands in Queensland. Narcha, die ook King Ng:tja werd genoemd en die tevens de Engelse naam Barry Clarke droeg, was in 1903 overleden en volgens de tradities gemummificeerd. Het gestolen lichaam werd overgebracht naar Berlijn waar het jarenlang werd tentoongesteld in een glazen vitrine in het Museum für Völkerkunde (tegenwoordig Ethnologisches Museum). In 2017 werd het stoffelijk overschot van Narcha op verzoek van nabestaanden en met steun van de Australische regering gerepatrieerd.
In 1902 verscheen zijn visie op de menselijke evolutie, Entstehung und Entwicklung des Menschengeschlechtes, in de bundel Weltall und Menschheit van Kraemer. Klaatsch was een van de eerste wetenschappers die beredeneerden dat de menselijke soort niet simpelweg direct uit de aap kan zijn ontstaan. Na de vondst van het skelet van de Jongeling van Le Moustier door Otto Hauser waagde hij zich binnen de ontdekkingsgeschiedenis van de neanderthaler aan een reconstructie van het skelet en met name de schedel in dit eerstgevonden neanderthalergraf.